# Fernando Fernández de Córdoba (actor)
Fernando Fernández de Córdoba Esquer (Madrid, 28 de noviembre de 1897-íb., 28 de febrero de 1982) fue un actor español que participó, básicamente en papeles secundarios, en casi una cincuentena de películas a lo largo de su carrera cinematográfica que abarcó desde la década de 1920 hasta la década de 1950. Aparte de su faceta de actor, también puso su voz en diversos documentales geográficos de la posguerra como Barcelona medieval (1946), Barcelona monumental (1946), Así es Cataluña (1948), Los grandes monasterios (1946), Cuenca y su ciudad encantada (1944) o Santiago de Compostela - Ciudades de la Nueva España (1938) de la que fue también guionista y director, entre otros.

## Biografía
Inició la carrera militar pero la dejó, para dedicarse al teatro. Su debut fue en 1919 en la compañía de Manuel González y Carmen Muñoz, en la que estuvo durante varios años antes de dar el salto al cine. Su primer título fue Las de Méndez (1927), un filme mudo dirigido por Fernando Delgado. Se dio a conocer al público durante la Segunda República con películas como Odio (1933), Vidas rotas (1935) o El genio alegre, cuyo rodaje tuvo que suspenderse debido al estallido de la Guerra Civil. Fue precisamente durante la contienda que su voz se hizo célebre, ya que era el encargado de leer los partes de guerra emitidos por el bando sublevado en RNE, incluido el famoso último parte de guerra, emitido el 1 de abril de 1939 a las 22:30 horas, que daba la guerra por finalizada.
Tras la contienda siguió con su carrera cinematográfica, convirtiéndose en uno de los actores de reparto más habituales del cine de posguerra, aunque también fue actor protagonista en títulos como El famoso Carballeira, Sangre en la nieve o El frente de los suspiros. A finales de la década de 1950 abandona de forma definitiva la actuación para dedicarse a la enseñanza y formación interpretativas. Dirigió la Real Escuela Superior de Arte Dramático y vivió sus últimos años apartado de toda actividad hasta su fallecimiento en 1982.

## Filmografía
- Las de Méndez (1927)
- Agustina de Aragón (1929)
- Odio (1933)
- Vidas rotas (1935)
- El genio alegre (1939)
- El famoso Carballeira (1940)
- El frente de los suspiros (1942)
- Sangre en la nieve (1942)
- Unos pasos de mujer (1942)
- Misterio en la marisma (1943)
- Con los ojos del alma (1943)
- Altar mayor (1944)
- Bambú (1945)
- Ángela es así (1945)
- El emigrado (1946)
- Mar abierto (1946)
- Cuando llegue la noche (1946)
- Reina santa (1947)
- La fe (1947)
- La dama del armiño (1947)
- La nao Capitana (1947)
- La calle sin sol (1948)
- Botón de ancla (1948)
- Las aguas bajan negras (1948)
- Hoy no pasamos lista (1948)
- Sabela de Cambados (1949)
- El santuario no se rinde (1949)
- Una mujer cualquiera (1949)
- Aventuras de Juan Lucas (1949)
- Agustina de Aragón (1950)
- Don Juan (1950)
- Pequeñeces... (1950)
- De mujer a mujer (1950)
- El pasado amenaza (1950)
- Rumbo (1950)
- La esfinge maragata (1950)
- El gran Galeoto (1951)
- El sueño de Andalucía (1951)
- La trinca del aire (1951)
- Lola la Piconera (1951)
- Estrella de Sierra Morena (1952)
- Nadie lo sabrá (1953)
- Maldición gitana (1953)
- La alegre caravana (1953)
- El seductor de Granada (1953)
- ¡Che, qué loco! (1953)
- Las últimas banderas (1957)
- Las aeroguapas (1958)